# Ponte Zolotoj
Il ponte Zolotoj, (in russo Золотой мост? letteralmente in italiano "ponte d'oro") è un ponte strallato che collega le due sponde della baia di Zolotoj Rog a Vladivostok in Russia.
Assieme al ponte dell'isola Russkij, è uno dei due ponti che sono stati costruiti in occasione dell'incontro della Asia-Pacific Economic Cooperation (APEC) tenutosi a Vladivostok nel 2012.
Al 2019, è il sedicesimo ponte strallato al mondo per lunghezza della campata centrale.